# Souvlaki
El souvlaki (en griego: σουβλάκι, suvláki) es un plato popular de la cocina griega consistente en pequeñas piezas de carne intercaladas con verduras y aderezos, asadas a la brasa. Se come con las manos, dentro de un pan de pita o con el pincho sobre un plato con patatas fritas o arroz pilaf. 
Se suele utilizar carne de cordero, de cerdo, de vacuno o de pollo. La carne se coloca en un pincho, espetón o espiedo que gira verticalmente (llamado en griego gyros), cocinándose lentamente a medida que da vueltas frente a la fuente de calor. Se suele decir que el souvlaki es la variante griega del shish kebab.

## Etimología
La palabra souvlaki es un diminutivo de souvla (pincho), y deriva de la palabra latina subula. Sin embargo, la etimología de la palabra souvlaki así como de sus variantes es confusa y poco concluyente. Dependiendo el contexto, el término souvlaki se puede referir a cualquiera de sus variantes. Es muy parecido al shish kebab que se emplea para desginar una variante de fierritos. En muchas regiones, principalmente Atenas y el sur de Grecia, al bocadillo o sándwich de gyros se le apoda como un souvlaki.[cita requerida]

## Kalamaki
El kalamaki es un sinónimo de souvlaki en la ciudad de Atenas, para diferenciarlo de otras variedades de souvlaki. El kalamaki emplea trozos de carne de dos a tres centímetros de lado, marinados la noche anterior en zumo de limón y aceite de oliva, junto con otras especias típicas de Grecia como son: orégano, menta, tomillo, etc., y luego asados en carbón vegetal mientras se le añade sal y pimienta negra.

## Platos similares
La carne asada al grill con un pincho aparece en muchas cocinas: 
- en España, pincho moruno o pinchito;
- en Francia, brochette;
- en Portugal, espetada;
- en el sudeste de Asia, satay;
- en Rusia, shashlik;
- en Turquía, şiş (shish) kebap;
- en Japón, yakitori;
- en Perú, anticucho.